# 白昇浩
白昇浩（韓語：백승호，1997年3月17日—），韓國職業足球運動員，司職前鋒或攻擊中場，現效力於英冠球隊伯明翰，韓國國家足球隊成員。

## 俱樂部

### 早期
2009年，白昇浩参加了首尔的大东小学，并在小学周末联赛的18场比赛中打入了30个进球。从那以后，他作为一个突出的前景引起了人们的关注，赢得了第22届車範根足球奖。正在参加加泰罗尼亚青年杯，展现在巴塞罗那青年队的教练眼中的比赛令人印象深刻的成功 -  12月1日韩国韩国U型14在西班牙巴塞罗那合格国家足球队的成员共和国举行并获得了合同。 但是，我们已经想侦察发送到甲烷白昇浩在幼小年队教练是初中U-15青年队的水原三星在水原边大胜的入场预定状态的水平，现在决定支持行西班牙。
白昇浩被转移到水原三星U-15青年队，少年甲烷足球队将于13年FC巴塞罗那的飞跃2010年4月在青年队因凡蒂尔在2010年3月。在2011年7月，白昇浩用的巴塞罗那俱乐部球衣五年巴萨青年队穿着19年完成合同。但在2013年2月，国际足联没有参加巴塞罗那青年队的对抗六人，包括下正式比赛暂停白昇浩正式比赛为侵犯了国际足联条例19。 2016年1月巴塞罗那我没有。在2016年1月党的纪律滑轮，主要是巴塞罗那俱乐部后，在benil一个积极的，和2所接收FC巴塞罗那B的呼叫从对马竞莱万特乙级联赛B匹配承诺1月21日，专业接替已故45分钟他首次亮相。

### 吉罗纳
2017年8月21日，白昇浩从巴塞罗那足球俱乐部B队转会到西甲级队吉罗纳FC，然后转会到吉罗纳FC的二级联赛球队CF Ferala Dagi Lona B。10月20日，他参加了第一组的第一场比赛，用加大路尼亚杯替换了Ugallos Terra。
2019年1月10日，白昇浩在官方比赛中首次亮相，在与马德里竞技队的西班牙国王杯比赛中打了66分钟。1月27日，他在与巴塞罗那队的比赛中替补登场，完成了自己在西甲联赛中的首秀。

## 國家隊
2019年6月11日，白昇浩在對陣伊朗的友誼賽中為韓國國家足球隊首次亮相。
2022年11月12日，白昇浩入選2022年卡達世界盃韓國國家隊26人大名單。12月6日，白昇浩在對陣巴西的16強賽中打入一球，但韓國仍然以1-4不敵巴西出局。

## 榮譽

### 俱樂部
赫罗纳
- 加泰羅尼亞超級盃冠軍：2019年

### 國家隊
韓國 U23
- 亞洲運動會足球比賽冠軍：2022

## 外部連結
- Soccerway資料庫：白昇浩
- 白昇浩instagram